# Imane Yakki
Imane Yakki, née le 30 novembre 1998, est une joueuse marocaine de volley-ball et de beach-volley.

## Carrière
Elle termine sixième du Championnat d'Afrique féminin de volley-ball 2019 puis remporte la médaille de bronze des Jeux africains de 2019 avec l'équipe du Maroc féminine de volley-ball.
Elle est médaillée d'argent avec Mahassine Siad aux Championnats d'Afrique de beach-volley en 2022 à Agadir.